# Remode 2
『Remode 2』（リモードツー）は、globeのセルフリプロダクト・アルバム第2弾。2016年8月3日に発売。発売元はavex globe。

## 解説
globeのデビュー20周年プロダクトの第2弾としてリリースされた。前作同様、シングル・アルバムから小室哲哉自身がセレクトした楽曲をリアレンジ。ジャケットの文字はKEIKOによるものである。
ミックスは小室作品の多くを手掛けるDave Ford。
一部トラックのKEIKOによるボーカル音源はオリジナルと別テイクが使用され、マーク・パンサーのラップも一部新緑されている（これらも前作同様）。
また、11曲中5曲の作詞クレジットがオリジナルと異なっている。
「Get Wild」「Self Control」といったTM NETWORKのカバー曲も収録され、後者に至っては市販のCD形態としては初収録となった。
発売時点のユーザーの視聴環境を考慮し「スマートフォンから流れても、パーティー会場で大音量で流れても両方で楽しめるか・気持ちよいか」を指標に、小室の思い描く「どこから流れても会話が弾み、場が盛り上がり、体が動きそうなEDM」を成立させるために音の最終チェックをスマートフォンで行った。
「a picture on my mind」「STARTING FROM HERE」「Open Wide」「INSPIRED FROM RED&BLUE」「Soldier」「from the beginning」「About Me」をリアレンジする予定もあった。

## 収録曲
- 全作曲・編曲:小室哲哉
- 作詞:小室哲哉 (#10)
- 作詞:小室哲哉&MARC (#1,#2,#3,#4,#5,#8,#9)
- 作詞:KEIKO&MARC (#6)
- 作詞:小室みつ子 (#7,#11)

★はオリジナルとは別テイクのボーカルトラックが使用された楽曲
☆はマークのラップが新録された楽曲
※はオリジナルと作詞クレジットが異なる楽曲
- Disc.1 CD
  1. Feel Like dance☆ ※
  2. MUSIC TAKES ME HIGHER☆ ※
  3. DEPARTURES☆ ※
  4. Anytime smokin' cigarette★
  5. Can't Stop Fallin' in Love☆
  6. try this shoot※
  7. Get Wild
  8. Perfume of love
  9. genesis of next
  10. illusion※
  11. Self Control
- Disc.2 DVD
  1. 「Feel Like dance」 MUSIC VIDEO
  2. TK & MARC "Remode 2" INTERVIEW

## クレジット
- Guitars:松尾和博
- Mixed:David Ford
- Mastered:Colin Leonard
- Manipulated:岩佐俊秀
- Guitar Recording:沢田悠介
- A&R:いしいゆう
- General Producer:伊東宏晃、阿久津明、樋口慎太郎、米田英智、下川大介、前田治昌
- Executive Supervisor:林真司
- Executive Producer:松浦勝人